# Giuseppe Morando (calciatore)
Giuseppe Morando (Torino, 21 maggio 1894 – Torino, 21 ottobre 1939) è stato un calciatore italiano, di ruolo portiere.

## Carriera
Giocò nel Torino negli anni pionieristici del calcio, ottenendo un secondo posto alle spalle del Genoa nella Prima Categoria 1914-1915.